# Cephalotes texanus

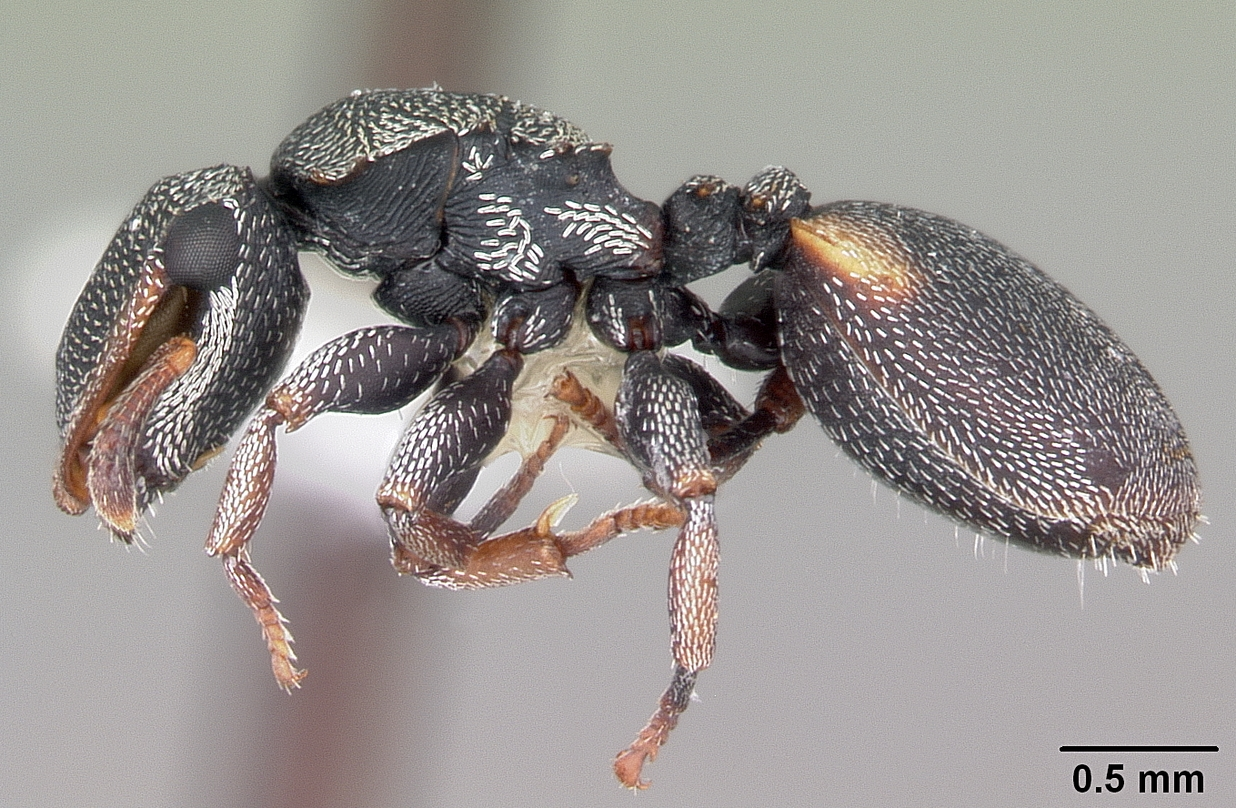
Вид сбоку

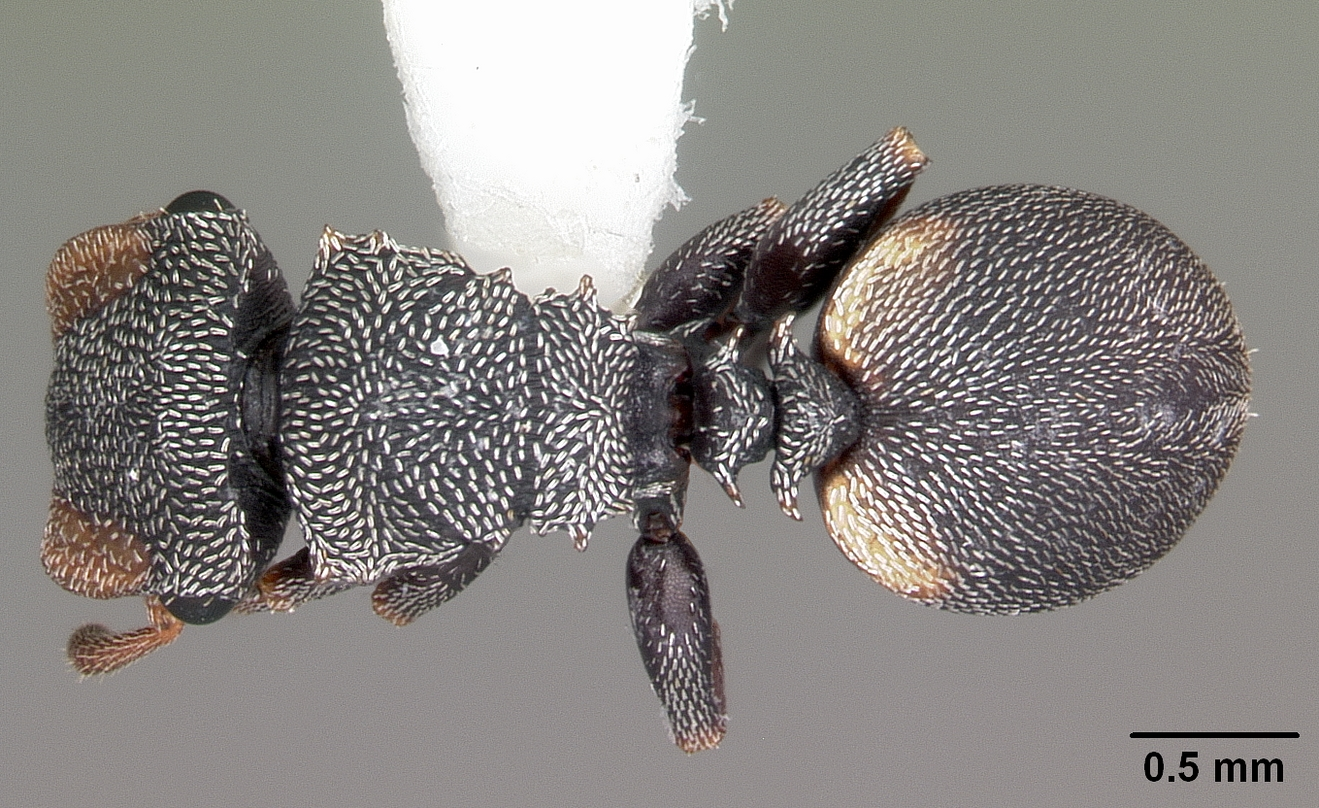
Вид сверху

Cephalotes texanus (лат.) — вид древесных муравьёв рода Cephalotes (трибы Cephalotini) из подсемейства Myrmicinae (Formicidae). Обладают характерной кастой рабочих-солдат, затыкающих вход в гнездо своей головой.

## Распространение
Северная Америка: США (Техас), Мексика.

## Описание
Плоскотелые древесные муравьи чёрного цвета (усики, жвалы и ноги светлее, красновато-коричневые; лобные валики и пятна на брюшке беловато-жёлтые), покрыты чешуевидными серебристыми волосками. Среднего размера, рабочие длиной от 3,2 до 5,7 мм, самки до 6,6 мм (самцы мелкие — около 4 мм). Ширина головы рабочих от 0,88 мм до 1,22 мм (у солдат от 1,42 до 1,56 мм; у самок от 1,28 до 1,52 мм). Длина головы рабочих от 0,82 мм до 1,12 мм (у солдат от 1,28 до 1,40 мм; у самок от 1,32 до 1,50 мм). Тело дорзо-вентрально сплющенное. На голове имеется специальный желобок, в который помещается скапус усика. В его же заднебоковой части находятся глаза, наполовину спрятанные в этих желобках.
Усики рабочих и самок состоят из 11-члеников, без булавы. У самцов усики состоят из 13 сегментов, постепенно увеличиваясь к вершине, но не образуя булавы. Задний край головы слабо окаймлённый, заднебоковые углы не выступающие, дорсальная поверхность выпуклая, кроме передних боков. Развиты особые защитные шипы-бугорки на груди (четыре на пронотуме, два на мезонотуме и четыре на проподеуме), а также на петиоле и постпетиоле. Промезонотальный шов отсутствует или очень слабый и малозаметный. Всё тело (включая голову, грудку, брюшко и ноги, а также верхнюю часть петиоля и постпетиоля), покрыто короткими (широкими и сплющенными) чешуевидными серебристыми волосками, прижатыми к поверхности.

## Биология
Заселяют полости и ходы внутри древесины, созданные ксилофагами. Колонии встречаются в живых деревьях, например, в дубе (Quercus virginana, Q. fusiformis, Q. stellata), а также в мимозовых растениях Zygia flexicaulis и Prosopis juliflora, в парнолистнике Xanthoxylum clava-herculis, в коноплевом дереве Каркас (Celtis pallida) и в Brayodendron texanum. Муравейники содержат от 31 до 232 муравьёв (рабочих и других каст), и могут иметь несколько маток. Солдаты составляют примерно 10-20 % от всего населения семьи. За преимагинальными стадиями развития (яйца, личинки, куколки) ухаживают как мелкие рабочие особи, так и крупные солдаты, которые, несмотря на их неуклюжие головы, обрабатывают (облизывают и кормят) яйца и молодых личинок с удивительной мягкостью. Лабораторные наблюдения в искусственных формикарях показали, что развитие яиц длится около 25 дней, а личинок около 55 дней.
Поведение привратников, охраняющих вход в гнездо, отличается от такового у экологически сходных представителей группы Colobopsis, принадлежащих к другому подсемейству Formicinae. Когда мелкие рабочие Cephalotes texanus подходят ко входу в муравейник, то стоящий там (и затыкающий его своей головой) солдат, приседает и пропускает входящего сверху над своей грудкой (у муравьёв Colobopsis солдаты-стражники поступают иначе: они отходят от входа, пропуская фуражиров). Зафиксировано питание пыльцой и нектаром растений.

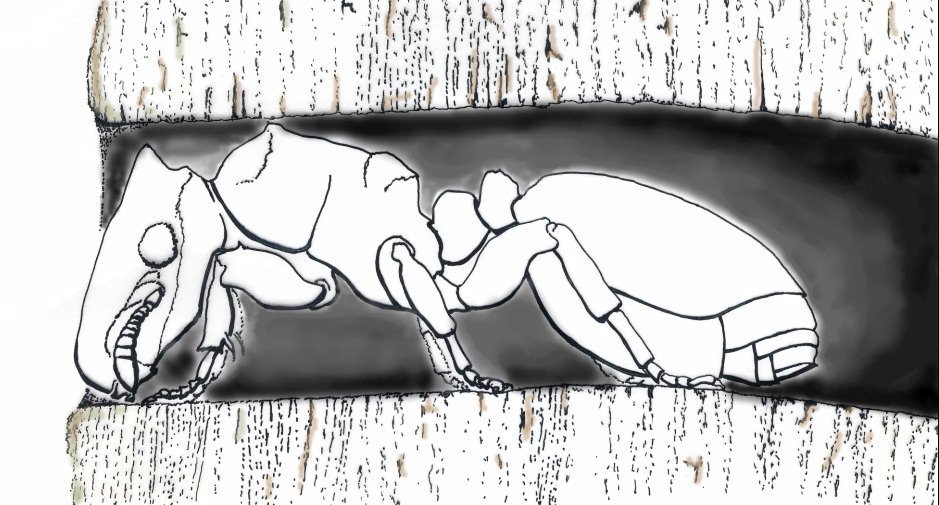
Рабочий Cephalotes texanus около входа в  гнездо
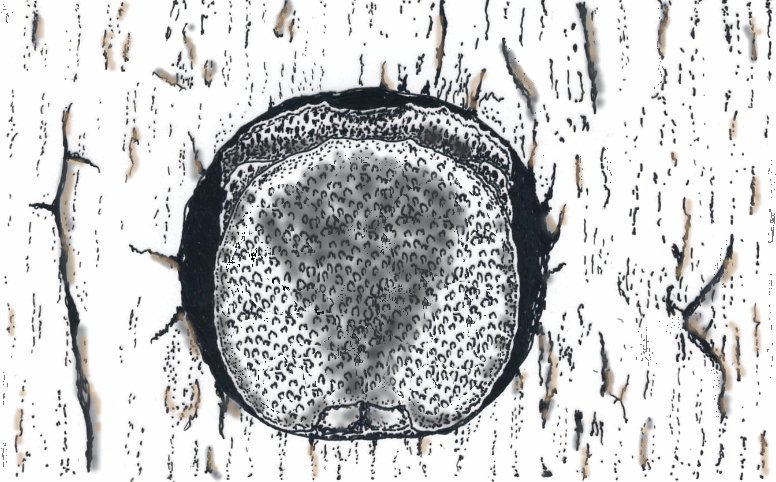
Голова Cephalotes texanus, затыкающая вход в гнездо

## Систематика
Вид был описан в 1915 году швейцарским мирмекологом Феликсом Санчи (Felix Santschi, 1872–1940) под первоначальным именем Cryptocerus texanus Santschi, 1915. Позднее включался в состав родов Paracryptocerus (с 1951 года) и Zacryptocerus (с 1977 года). Таксон включён в кладу texanus-clade, характеризующуюся нерегулярными морщинками на вентральной стороне головы и передней частью петиоля без зубчиков, а также ямками на диске у солдат и самок. Синонимами вида являются таксоны:
- Paracryptocerus texanus
- Zacryptocerus texanus